# Giuseppe Lisi
Giuseppe Lisi (Firenze, 1929) è uno scrittore italiano.

## Biografia
Figlio dello scrittore Nicola Lisi, dopo aver completato la sua istruzione si sposta dalla nativa Firenze a Roma dove vive e lavora. Studioso di Scienze demo-etno-antropologiche, dedica la maggior parte dei suoi scritti al mondo contadino, descrivendone in molti testi l'arcaicità  e gli esiti profondi del suo scontro col mondo moderno e industrializzato.
Negli anni 60 collabora con la RAI in varie produzioni culturali a carattere etno-antropologico. Per Rai TV realizza nel 1968 una inchiesta in tre puntate dal titolo Dentro la Sardegna nel corso della quale sono esaminati i contrasti tra l’industrializzazione e le realtà ancora arcaiche dell’Italia contadina.  La prima puntata di questa produzione è trasmessa il 27 gennaio 1969. La seconda puntata il 3 febbraio 1969, e la terza puntata il 10 febbraio 1969.
Nel 1972 pubblica La cultura sommersa, una riflessione sulla società contadina che egli dichiara "...scomparsa sotto i nostri occhi...". Un saggio che nel 1973 vince il Premio Viareggio Opera prima.
Alla morte del padre, Nicola Lisi, avvenuta nel 1975, Giuseppe Lisi e la sorella Cecilia donano i suoi manoscritti e documenti all'Archivio contemporaneo "A. Bonsanti" presso il Gabinetto Vieusseux, mentre i volumi della sua collezione, circa 3.700 titoli - in gran parte opere della letteratura italiana - sono da loro donati alla Biblioteca municipale di Scarperia nel 1995.
Nel 1980 il suo libro Il regolo, un viaggio attraverso la cultura contadina vince il Premio Nonino.
Una ulteriore riflessione su questi temi viene formulata nel saggio Senza patria del 1987, scritto col dichiarato fine di documentare la perdita di una cultura "... che era di tutta l'umanità e che, pervenutaci dai millenni, ci era stata conservata fino alla scomparsa del popolo contadino…".
Nel saggio La gabbia matta del 2008 Lisi riprende e porta ai termini estremi la sua critica al consumismo che qui è paragonato senza mezzi termini a quella gabbia di vimini intrecciati che “… durante l'inverno veniva usata come trappola per i passeri che, una volta entrati, non avevano scampo e si muovevano come pazzi senza potere uscire...”.
Nei successivi testi, La chiave e il suo anello, viaggio nel profondo dell’anima popolare del 2014 e I richiami della terra, la mentalità contadina e gli anni dell’abbandono del 2017, Lisi porta a compimento la sua lunga e profonda riflessione sul mondo contadino e popolare che definisce caratterizzato da un modo di conoscere e pensare ormai quasi incomprensibile al mondo contemporaneo.

## Opere
- La cultura sommersa, Libreria Editrice Fiorentina, 1972.
- Il regolo, Libreria Editrice Fiorentina, 1979.
- Senza patria, Libreria Editrice Fiorentina, 1987.
- Oggetti di pensiero, Editrice Camunia, 1992.
- Il gobbo e la fortuna,metamorfosi di un simbolo, Libreria Editrice Fiorentina, 2000.
- La gabbia matta, Libreria Editrice Fiorentina, 2008.
- Per un bene in più, Libreria Editrice Fiorentina, 2008.
- La conoscenza del mondo contadino, Libreria Editrice Fiorentina, 2009.
- La chiave e il suo anello, Libreria Editrice Fiorentina, 2014.